# 24 مايو
- السبت
- الأحد
- الاثنين
- الثلاثاء
- الأربعاء
- الخميس
- الجمعة

- 2628 شوال 1446  هـ
- 2729 شوال 1446  هـ
- 2830 شوال 1446  هـ
- 291 ذو القعدة 1446  هـ
- 302 ذو القعدة 1446  هـ
- 13 ذو القعدة 1446  هـ
- 24 ذو القعدة 1446  هـ
- 35 ذو القعدة 1446  هـ
- 46 ذو القعدة 1446  هـ
- 57 ذو القعدة 1446  هـ
- 68 ذو القعدة 1446  هـ
- 79 ذو القعدة 1446  هـ
- 810 ذو القعدة 1446  هـ
- 911 ذو القعدة 1446  هـ
- 1012 ذو القعدة 1446  هـ
- 1113 ذو القعدة 1446  هـ
- 1214 ذو القعدة 1446  هـ
- 1315 ذو القعدة 1446  هـ
- 1416 ذو القعدة 1446  هـ
- 1517 ذو القعدة 1446  هـ
- 1618 ذو القعدة 1446  هـ
- 1719 ذو القعدة 1446  هـ
- 1820 ذو القعدة 1446  هـ
- 1921 ذو القعدة 1446  هـ
- 2022 ذو القعدة 1446  هـ
- 2123 ذو القعدة 1446  هـ
- 2224 ذو القعدة 1446  هـ
- 2325 ذو القعدة 1446  هـ
- 2426 ذو القعدة 1446  هـ
- 2527 ذو القعدة 1446  هـ
- 2628 ذو القعدة 1446  هـ
- 2729 ذو القعدة 1446  هـ
- 281 ذو الحجة 1446  هـ
- 292 ذو الحجة 1446  هـ
- 303 ذو الحجة 1446  هـ
- 314 ذو الحجة 1446  هـ
- 15 ذو الحجة 1446  هـ
- 26 ذو الحجة 1446  هـ
- 37 ذو الحجة 1446  هـ
- 48 ذو الحجة 1446  هـ
- 59 ذو الحجة 1446  هـ
- 610 ذو الحجة 1446  هـ

24 مايو أو 24 أيَّار أو 24 مايس أو 24 نوَّار أو يوم 24 \ 5 (اليوم الرابع والعشرون من الشهر الخامس) هو اليوم الرابع والأربعون بعد المئة (144) من السنوات البسيطة، أو اليوم الخامس والأربعون بعد المئة (145) من السنوات الكبيسة وفقًا للتقويم الميلادي الغربي (الغريغوري). يبقى بعده 221 يوما لانتهاء السنة.

## أحداث
- 670 - احتراق معبد هوريو-جي بالكامل.
- 905 - الحصول على الموافقة الإمبراطورية بكتابة كوكين واكاشو.
- 1218 - الحملة الصليبية الخامسة تغادر عكا إلى مصر.
- 1247 - سفارة مسيحية من البابا إنوسنت الرابع إلى المغول تعرض التعاون معًا في القضاء على المسلمين.
- 1571 - العثمانيون يدخلون موسكو بعد معركة دامية مع الروس قتل فيها 8 آلاف روسي، وقاموا بعد دخولهم بإحراق سراي كرملين بمساعدة خان القرم دولت كراي الأول الذي حصل على لقب تخت آلان وهو يعني كاسب العرش.
- 1841 - السلطان العثماني عبد المجيد الأول يصدر «فرمان مصر» الذي نص على إعطاء محمد علي باشا ولاية مصر والسودان وراثيًا، وقد بقي هذا الفرمان مرعيًا في مصر كدستور حتى نهاية عام 1914 حين أعلنت الحماية البريطانية.
- 1844 - مخترع التلغراف صمويل مورس يرسل أول برقية في التاريخ بين واشنطن وبالتيمور وكتب فيها: «هذا ما عمل الله».
- 1883 - افتتاح جسر بروكلين في مدينة نيويورك بعد 14 عامًا من البناء.
- 1937 - مجلس مديرية الدقهلية في مصر يمنح شعبة الإخوان المسلمون المنصورة دعمًا ماليًا سنويًا، وكان هذا أول دعم رسمي منتظم ومعلن للجماعة.
- 1946 - إخراج إمارة شرق الأردن من الانتداب البريطاني على فلسطين، وتأسيس الجيش الأردني بقيادة جون جلوب باشا.
- 1960 - بداية العمل في «مشروع ميداس» الأمريكي للإنذار المبكر للصواريخ.
- 1991 - إريتريا تُعلِن إستقلالها من إثيوبيا، وإثيوبيا تصبح دولة مُغلقة بحرياً.
- 1993 -
  - مايكروسوفت تعلن عن ويندوز إن تي.
  - كمين حزب العمال الكردستاني ضد جنود أتراك عزل.
- 2000 - إسرائيل تبدأ بسحب جيشها من جنوب لبنان.
- 2004 - كوريا الشمالية تحظر الهواتف المحمولة.
- 2009 - النادي الأهلي المصري يفوز بالدوري المصري لموسم 2008 / 2009 بعد فوزه على نادي الإسماعيلي بمباراة فاصلة بين الفريقين أجريت على ستاد المكس في الإسكندرية.
- 2014 -
  - الرئيس اللبناني ميشال سليمان يغادر قصر بعبدا الرئاسي بعد انتهاء ولايته الدستورية دون أن يقوم بتسليم الرئاسة بسبب فشل مجلس النواب اللبناني بانتخاب رئيس جديد للبلاد.
  - الأرض تشهد زخة شهب والتي تعرف بزخة شهب كوكبة الزرافة.
  - نادي ريال مدريد يفوز بدوري أبطال أوروبا 2013-14 للمرة العاشرة في تاريخه وذلك أمام نادي أتلتيكو مدريد بنتيجة 4–1 على ملعب استاد دا لوز في البرتغال.
- 2015 - فيلم ديبان للمخرج جاك أوديار يفوز بالسعفة الذهبية في مهرجان كان السينمائي 2015.
- 2017 - تتويج مانشستر يونايتد بلقب الدوري الأوروبي 2017 لأول مرة في تاريخه بعد فوزه 2–0 على أياكس أمستردام في النهائي.
- 2018 - إعصار مكونو يضرب جزيرة سقطرى وغيرها من الأجزاء الجنوبية من شبه الجزيرة العربية.
- 2019 - رئيسة الوزراء البريطانيَّة تيريزا ماي تُعلن عن رغبتها في الاستقالة من منصبها - وزعامة حزب المحافظين - بعد فشل حُكُومتها في تأمين صيغة مُلائمة لِانسحاب المملكة المُتحدة من الاتحاد الأوروپي.
- 2021 - انقلاب عسكري في مالي هو الثالث خلال العشر سنوات الأخيرة، ووضع الرئيس باه نداو ورئيس الوزراء قيد الإقامة الجبرية، ثم إطلاق سراحهما لاحقًا.
- 2022 - حادث إطلاق نار في مدرسة ابتدائية في تكساس يؤدي إلى مقتل 19 طفلًا ومعلمين.

## مواليد
- 1686 - دانيال فهرنهايت، عالم فيزياء ألماني.
- 1811 - تشارلز كلارك، سياسي أمريكي.
- 1819 - فيكتوريا، ملكة المملكة المتحدة.
- 1870 - جان سموتس، رئيس وزراء جنوب إفريقيا.
- 1899 - سوزان لنجلن، لاعبة كرة مضرب فرنسية.
- 1901 - خوسيه ناسازي، لاعب كرة قدم أوروغواياني.
- 1905 - ميخائيل شولوخوف، أديب روسي حاصل على جائزة نوبل في الأدب عام 1965.
- 1905 - أحمد المستنبط، فقيه إيراني عراقي.
- 1906 - هاري هاموند هيس، جيولوجي أمريكي يٌعتبر أحد مؤسسي نظرية الصفائح التكتونية.
- 1936 - مريم نور، إعلامية وكاتبة لبنانية.
- 1940 - يوسف برودسكي، شاعر روسي حاصل على جائزة نوبل في الأدب عام 1987.
- 1941 - بوب ديلان، مغني أمريكي.
- 1947 - هاني مهنا موسيقي وفنان مصري.
- 1949 - جيم برودبنت، ممثل إنجليزي.
- 1953 - ألفريد مولينا، ممثل إنجليزي.
- 1960 -
  - دوغ جونز، ممثل أمريكي.
  - كريستين سكوت توماس، ممثلة إنجليزي.
- 1965 - جون ك. رايلي، ممثل أمريكي.
- 1966 - إيريك كانتونا، لاعب كرة قدم فرنسي.
- 1970 - عبير الشرقاوي، ممثلة مصرية.
- 1971 -
  - باسم سمرة، ممثل مصري.
  - نيشان ديرهاروتيونيان، إعلامي لبناني.
- 1973 - فلاديمير سميتشر، لاعب كرة قدم تشيكي.
- 1975 - يانيس غوماس، لاعب كرة قدم يوناني.
- 1989 - عادل تاعرابت، لاعب كرة قدم مغربي.

## وفيات
- 1351 - أبو الحسن علي بن عثمان، سلطان المغرب.
- 1408 - تايجو، ملك جوسون.
- 1543 - نيكولاس كوبرنيكوس، عالم بولندي في علم الفلك.
- 1949 - مصطفى وهبي التل، شاعر أردني.
- 1959 - جون فوستر دالاس، وزير خارجية الولايات المتحدة.
- 1972 - إسماعيل ياسين، ممثل مصري.
- 1995 - هارولد ويلسون، رئيس وزراء المملكة المتحدة.
- 2000 - مشاري بن عبد العزيز آل سعود، أمير سعودي وأحد أعضاء حركة الأمراء الأحرار.
- 2005 - كارل أمري، أديب ألماني وعضو مؤسس في حزب الخضر.
- 2008 - روب نوكس، ممثل بريطاني.
- 2018 - محمد الشيخ علي، شاعر سوري.
- 2025 - السيد سعيد، قارئ قرآن مصري.

## أعياد ومناسبات
- اليوم الوطني في إرتريا.
- يوم برمودا في جزر برمودا.

## وصلات خارجية
- وكالة الأنباء القطريَّة: حدث في مثل هذا اليوم.
- النيويورك تايمز: حدث في مثل هذا اليوم.
- BBC: حدث في مثل هذا اليوم.